# Berenice (regina seleucide)
Berenice Fernoforo, detta Sira (in greco antico: Βερενίκη Φερνοφόρος Σύρα?, Berenìkē Phernophòros Sýrā; 280 a.C. circa – Dafne, 246 a.C.), è stata una regina egizia del periodo tolemaico, sovrana consorte dell'impero seleucide per matrimonio.

## Biografia

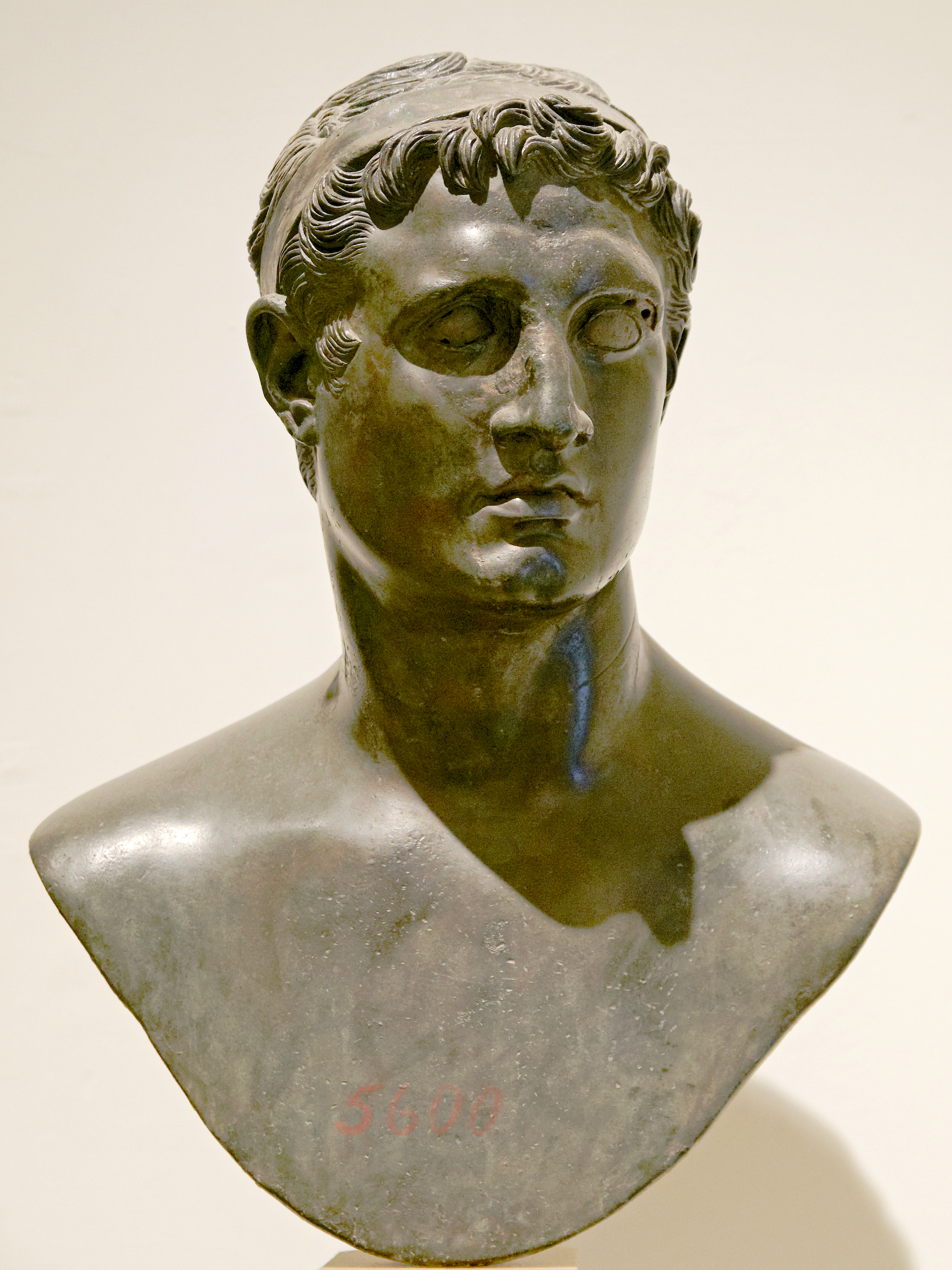
Busto di Tolomeo II, padre di Berenice (Museo archeologico nazionale, Napoli)

### Origini familiari
Berenice era figlia di Tolomeo II Filadelfo, secondo re dell'Egitto tolemaico, e di Arsinoe I, la sua prima moglie; era quindi sorella di Tolomeo III e Lisimaco.

### Matrimonio e morte (253-246 a.C.)
Tra il 260 e il 253 a.C., Tolomeo II combatté la seconda guerra siriaca contro l'impero seleucide, governato da Antioco II Teo; avendo perso la guerra, Tolomeo promise in sposa Berenice, sua unica figlia, ad Antioco II, insieme a una grande dote in oro e argento, che le valse di soprannome di Φερνοφόρος (Phernophòros, "portatrice di dote"). Nella primavera del 252 a.C., Berenice venne lasciata dal padre a Pelusio e da lì proseguì fino ai confini del regno, a Sidone, accompagnata dal dieceta Apollonio, che la consegnò al nuovo marito. Per sposare Berenice, Antioco II aveva dovuto ripudiare la moglie Laodice I, sua cugina, dalla quale aveva avuto già cinque figli, tra cui Seleuco e Antioco Ierace.
Laodice, quindi, decise di andare via da Antiochia, la capitale dell'impero, e di spostarsi nella città occidentale di Efeso. Nel 251 a.C. Berenice diede alla luce un figlio, Antioco, che venne dichiarato erede da Antioco II; tuttavia questi, poco dopo, andò a Efeso da Laodice e nominò Seleuco, il loro figlio maggiore, unico legittimo erede al trono. Nel gennaio del 246 a.C. morì Tolomeo II e pochi mesi dopo, ad agosto, morì anche Antioco II e Berenice, che si trovava ancora ad Antiochia, dichiarò che Laodice avesse avvelenato il marito e si proclamò reggente per il figlio ancora infante. Laodice corruppe il capo magistrato di Antiochia per fargli rapire il piccolo Antioco, il figlio di Berenice, e il bambino morì insieme al suo rapitore durante l'azione. Berenice quindi si rifugiò in un palazzo a Dafne, un sobborgo di Antiochia, aspettando l'arrivo del fratello Tolomeo III, nel frattempo asceso al trono egizio, e portando con lei la sua guardia di soldati galati. Tuttavia i sicari di Laodice riuscirono a raggiungere Berenice e la uccisero prima che potesse essere salvata dal fratello, che appena entrò nell'impero seleucide iniziò la terza guerra siriaca, appoggiato da tutti i sostenitori di Berenice.

## Ascendenza
|                    |          |                       | Genitori  |  |  | Nonni |  |  | Bisnonni |  |  | Trisnonni |  |
|                    |          |                       |           |  |  |       |  |  | Lago     |  |  | …         |  |
|                    |          |                       |           |  |  |       |  |  | Lago     |  |  | …         |  |
|                    |          | …                     |           |  |  |       |  |  | Lago     |  |  |           |  |
| Tolomeo I          |          |                       |           |  |  |       |  |  | Lago     |  |  |           |  |
|                    |          | Arsinoe di Macedonia  | …         |  |  |       |  |  |          |  |  |           |  |
|                    |          | Arsinoe di Macedonia  | …         |  |  |       |  |  |          |  |  |           |  |
|                    |          | Arsinoe di Macedonia  | …         |  |  |       |  |  |          |  |  |           |  |
| Tolomeo II         |          | Arsinoe di Macedonia  |           |  |  |       |  |  |          |  |  |           |  |
|                    |          | Magas di Macedonia    | …         |  |  |       |  |  |          |  |  |           |  |
|                    |          | Magas di Macedonia    | …         |  |  |       |  |  |          |  |  |           |  |
|                    |          | Magas di Macedonia    | …         |  |  |       |  |  |          |  |  |           |  |
| Berenice I         |          | Magas di Macedonia    |           |  |  |       |  |  |          |  |  |           |  |
|                    |          | Antigone di Macedonia | Cassandro |  |  |       |  |  |          |  |  |           |  |
|                    |          | Antigone di Macedonia | Cassandro |  |  |       |  |  |          |  |  |           |  |
|                    |          | Antigone di Macedonia | …         |  |  |       |  |  |          |  |  |           |  |
| Berenice           |          | Antigone di Macedonia |           |  |  |       |  |  |          |  |  |           |  |
|                    | Agatocle | …                     |           |  |  |       |  |  |          |  |  |           |  |
|                    | Agatocle | …                     |           |  |  |       |  |  |          |  |  |           |  |
|                    | Agatocle | …                     |           |  |  |       |  |  |          |  |  |           |  |
| Lisimaco           | Agatocle |                       |           |  |  |       |  |  |          |  |  |           |  |
|                    |          | …                     | …         |  |  |       |  |  |          |  |  |           |  |
|                    |          | …                     | …         |  |  |       |  |  |          |  |  |           |  |
|                    |          | …                     | …         |  |  |       |  |  |          |  |  |           |  |
| Arsinoe I          |          | …                     |           |  |  |       |  |  |          |  |  |           |  |
|                    |          | Antipatro             | …         |  |  |       |  |  |          |  |  |           |  |
|                    |          | Antipatro             | …         |  |  |       |  |  |          |  |  |           |  |
|                    |          | Antipatro             | …         |  |  |       |  |  |          |  |  |           |  |
| Nicea di Macedonia |          | Antipatro             |           |  |  |       |  |  |          |  |  |           |  |
|                    |          | …                     | …         |  |  |       |  |  |          |  |  |           |  |
|                    |          | …                     | …         |  |  |       |  |  |          |  |  |           |  |
|                    |          | …                     | …         |  |  |       |  |  |          |  |  |           |  |
|                    |          | …                     |           |  |  |       |  |  |          |  |  |           |  |